# Italië op het Eurovisiesongfestival 1988
Italië deed mee aan het Eurovisiesongfestival 1988 in Dublin (Ierland). Het was de dertigste deelname van het land.

## Nationale selectie
Net zoals de voorbije jaren besloot de RAI, de Italiaanse nationale omroep, hun kandidaat voor het Eurovisiesongfestival intern te kiezen. Er werd gekozen voor Luca Barbarossa met het lied Vivo.

## In Dublin
In Ierland moest Italië aantreden als 18de aantreden net na Luxemburg en voor Frankrijk.
Op het einde van de puntentelling bleek dat men op een 12de plaats was geëindigd met 52 punten.
Nederland en België gaven geen punten aan deze inzending.

### Gekregen punten

#### Finale
| 12 punten                  | 10 punten | 8 punten                            | 7 punten                | 6 punten |
| -------------------------- | --------- | ----------------------------------- | ----------------------- | -------- |
|                            |           | - Finland - Frankrijk - Zwitserland | - Spanje                |          |
| 5 punten                   | 4 punten  | 3 punten                            | 2 punten                | 1 punt   |
| - Joegoslavië - Oostenrijk | - Turkije | - Noorwegen                         | - Duitsland - Luxemburg |          |

### Punten gegeven door Italië

#### Finale
Punten gegeven in de finale:
| 12 punten | Verenigd Koninkrijk |
| 10 punten | Zweden              |
| 8 punten  | Spanje              |
| 7 punten  | Zwitserland         |
| 6 punten  | Joegoslavië         |
| 5 punten  | Nederland           |
| 4 punten  | Noorwegen           |
| 3 punten  | Israël              |
| 2 punten  | Luxemburg           |
| 1 punt    | IJsland             |

1956 · 1957 · 1958 · 1959 · 1960 · 1961 · 1962 · 1963 · 1964 · 1965 · 1966 · 1967 · 1968 · 1969 · 1970 · 1971 · 1972 · 1973 · 1974 · 1975 · 1976 · 1977 · 1978 · 1979 · 1980 · 1981-1982 · 1983 · 1984 · 1985 · 1986 · 1987 · 1988 · 1989 · 1990 · 1991 · 1992 · 1993 · 1994-1996 · 1997 · 1998-2010 · 2011 · 2012 · 2013 · 2014 · 2015 · 2016 · 2017 · 2018 · 2019 · 2020 · 2021 · 2022 · 2023 · 2024 · 2025